# Institutul Niels Bohr

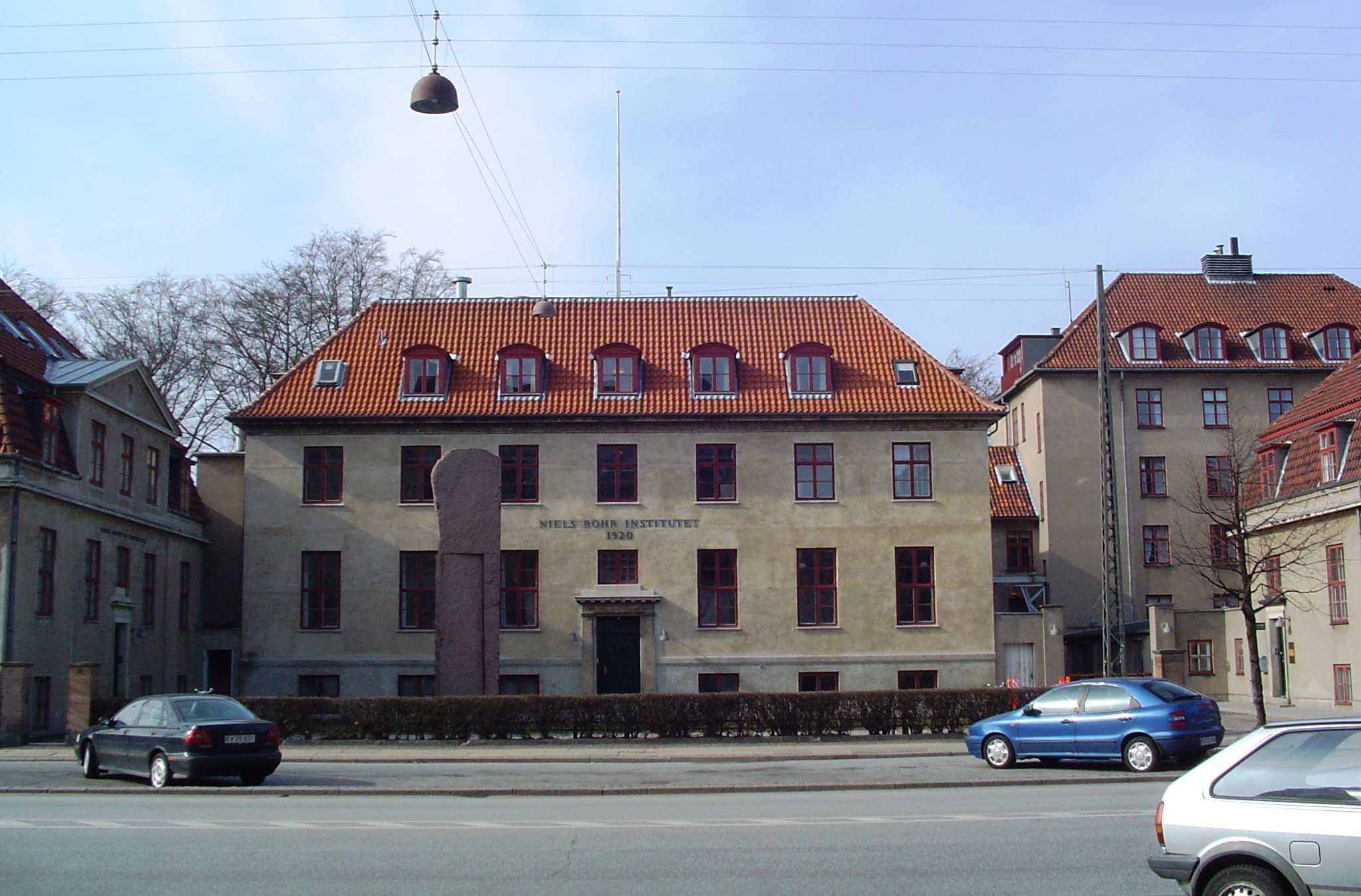
Institutul Niels Bohr

Institutul Niels Bohr (daneză 'Niels Bohr Institutet') este un institut de cercetare al Universității din Copenhaga. Fondat în anul 1921 de fizicianul Niels Bohr, sub numele Institutul de Fizică Teoretică al Universității din Copenhaga, el a primit denumirea actuală la 7 octombrie 1965, aniversarea de 80 de ani a lui Bohr. Finanțarea inițială a fost asigurată de fundația companiei Carlsberg. La 1 ianuarie 1993, Institutul a fuzionat cu Observatorul Astronomic, Laboratorul Ørsted și Institutul Geofizic, păstrându-și numele.
În deceniile 1920 și 1930, Institutul a fost centrul dezvoltării fizicii atomice și fizicii cuantice; a fost vizitat frecvent de fizicieni din alte tări, veniți pentru a discuta cu Bohr despre ultimele descoperiri și noile teorii în aceste domenii. Interpretarea Copenhaga a mecanicii cuantice își trage numele de la cercetările efectuate la Institut în această perioadă.
Astăzi, domeniile de cercetare reprezentate în Institut sunt mecanica cuantică, fizica particulelor elementare, astrofizica, biofizica, geofizica și nanotehnologia.